# دوست 514
دوست 514 (بالإنجليزية: Dust 514)‏ هي لعبة فيديو من نوع تصويب منظور الشخص الأول، تاريخ صدورها هو 14 مايو , 2013، وهي متوفرة على أجهزة بلاي ستيشن 3. اللعبة من نشر سوني كمبيوتر إنترتينمنت.